# Рудниково (Тверська область)
Рудниково (рос. Рудниково) — присілок у Торжоцькому районі Тверської області Російської Федерації.
Населення становить 225 осіб. Входить до складу муніципального утворення Рудниковське сільське поселення.

## Історія
Від 2005 року входить до складу муніципального утворення Рудниковське сільське поселення.

## Населення
| 1859 | 1884 | 1920 | 1997 | 2002 | 2010 |
| ---- | ---- | ---- | ---- | ---- | ---- |
| 283  | ↗330 | ↗352 | ↘305 | ↘216 | ↗225 |